# Walter Dornberger
Walter Dornberger (Gießen, 6 september 1895 - Sasbach (Ortenau), 27 juni 1980) was een Duitse Generaal-majoor in de Wehrmacht en tevens raketgeleerde verantwoordelijk voor het wapenonderzoek van het leger.

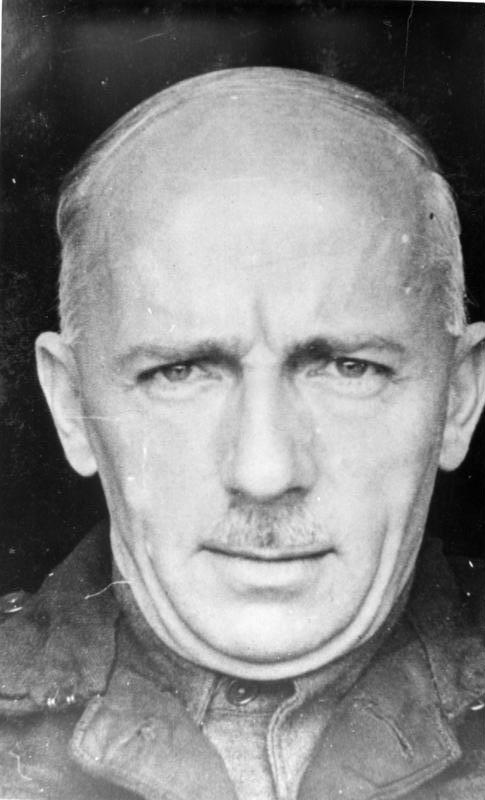
Walter Dornberger in 1945

## Biografie

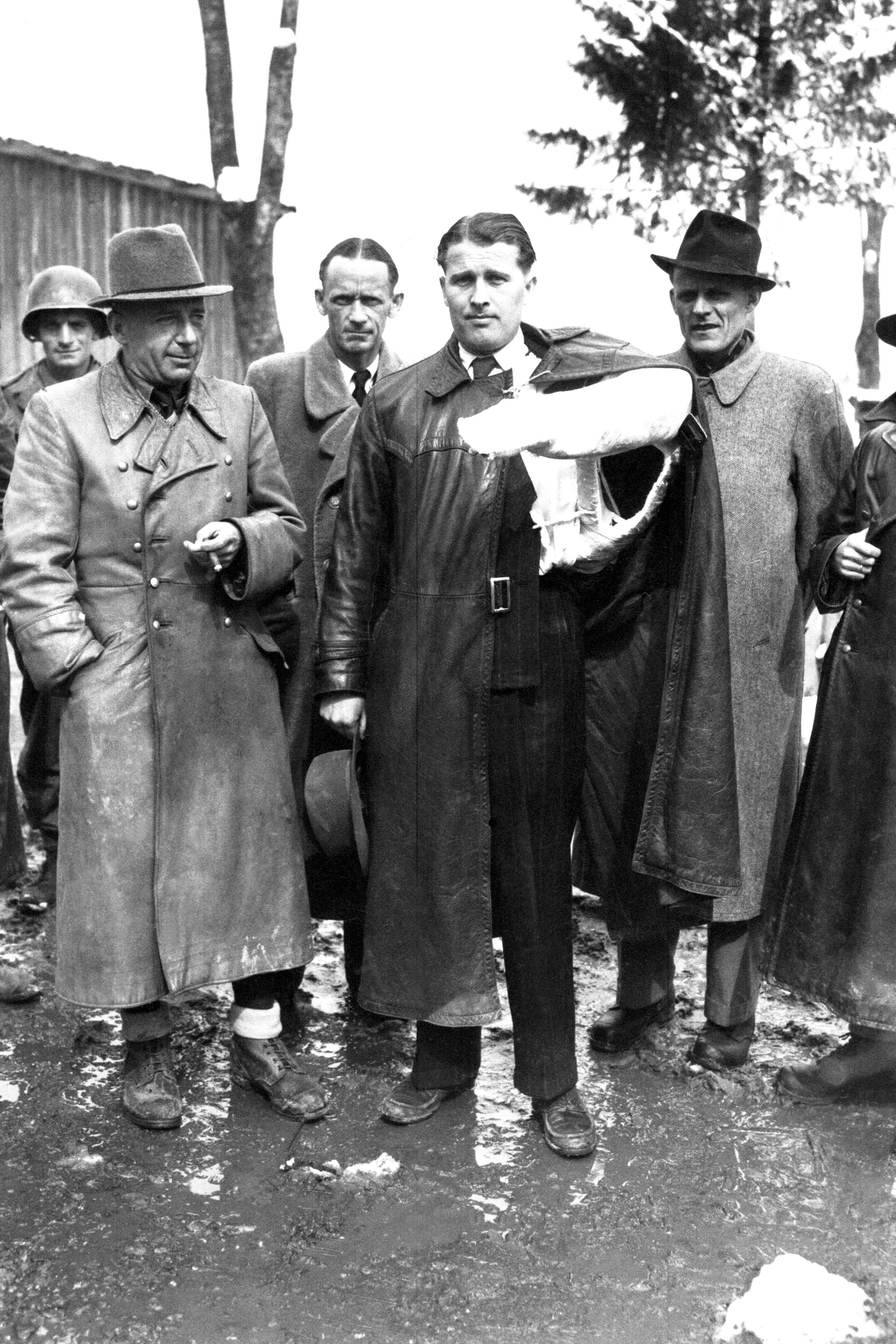
Walter Dornberger (links met hoed) en Werner von Braun na gevangenname door de Amerikanen in 1945

Walter Dornberger werd geboren als zoon van een apothekersgezin en had nog twee andere broers. Hij meldde zich als vrijwilliger bij het keizerlijke leger bij het uitbreken van de Eerste Wereldoorlog en verbleef vanaf oktober 1918 tot maart 1920 in Franse gevangenschap. Na zijn vrijlating meldde hij zich bij de Reichswehr van de Weimarrepubliek en werd door zijn superieuren naar de Technische Universiteit van Berlijn-Charlottenburg gestuurd om techniek te studeren. Na zijn afstuderen kreeg hij in 1932 de opdracht om rakettechnologie te ontwikkelen voor het leger. Volgens de bepalingen in het verdrag van Versailles mocht Duitsland namelijk geen zware artillerie meer bezitten maar over raketten werd daarin niet gesproken. In 1932 leerde Dornberger de jonge ingenieur Wernher von Braun kennen en nam hem later in zijn team op. De Reichswehr werd in 1935 hernoemd tot de Wehrmacht toen Hitlers nazi-partij in 1933 de macht kreeg in Duitsland en Dornberger kreeg ook hier de supervisie over de rakettechnologie ontwikkeling van het leger. Van 1936 tot 1943 was hij de chef van het rakettenteam. Er werden ondergrondse productielijnen opgezet voor de V-1 en V-2 waar vele gevangenen ingezet werden. Dornberger ondertekende in 1943 een vergaderingsprotocol dat vastlegde hoeveel dwangarbeiders uit de concentratiekampen er gebruikt mochten worden voor de massaproductie van deze wapens. Desondanks ontkende hij in 1969 dat er dwangarbeiders werden gebruikt voor de productie, en dit kwalificeerde Dornberger als oorlogsmisdadiger. Overigens gold dit ook voor Dornbergers meer bekende collega Wernher von Braun maar beiden kregen toch nooit te maken met 'lastige vragen' over hun oorlogsverleden. In 1945 werden Dornberger en zijn raketteam gevangen genomen in Tirol door de Amerikanen. Dornberger werd eerst een tijdje in Wales door de Britten vastgehouden maar mocht in 1947 naar de VS afreizen. Daar werkte hij een paar jaar voor Bell Aircraft Corporation en droeg bij aan de ontwikkeling van diverse geavanceerde raketsystemen waaronder de Bell X-1, het eerste (raket)vliegtuig dat de geluidsbarrière doorbrak, en de North American X-15, een van de snelste raketvliegtuigen uit de jaren 60. Veel van de technologie voor deze vliegtuigen werd gebruikt in de latere Spaceshuttels. Dornberger eindigde als vicepresident van Bell Aircraft waarna hij met pensioen ging. Hij keerde terug naar Duitsland waar hij in 1980 overleed.

## Familie
Walter Dornberger was in zijn eerste huwelijk getrouwd met Alice Dornberger-Raeder (1913 - 1960).